# Alfred-Laurentiu-Antonio Mihai
Alfred-Laurentiu-Antonio Mihai (n. 18 mai 1981

, Popești-Leordeni, Ilfov, România) este un senator român din legislatura 2012-2016. L-a înlocuit pe 10 iunie 2014 pe Victor Ciorbea, al cărui mandat a încetat în urma numirii ca Avocatul Poporului.